# Jens Jordan (Politiker)
Jens Jordan (* 24. April 1943 in Nordrach) ist ein deutscher Politiker (FDP). Er war von Juni bis Oktober 1994 Mitglied des Deutschen Bundestages und von 2000 bis 2005 Abgeordneter im Landtag von Nordrhein-Westfalen.

## Leben und Beruf
Nach dem Besuch der Volksschule und dem Abitur 1962 an einem Gymnasium studierte Jordan Chemie an der Universität Heidelberg. 1969 wechselte er an die Universität Dortmund, an der er 1971 das Examen als Diplom-Chemiker ablegte. 1974 wurde er mit dem Dissertationsthema Carboxylate der 4. Nebengruppe des Periodensystems der Elemente zum Doktor der Naturwissenschaften promoviert. Ab 1975 war er als Angestellter in der Stahlindustrie beschäftigt, zunächst bei der Hoesch AG in Dortmund, danach bei der ThyssenKrupp AG in Duisburg.

## Politik
Jordan trat 1969 in die FDP ein. Er war von 1976 bis 1978 stellvertretender Vorsitzender des FDP-Kreisverbandes Dortmund, von 1989 bis 1988 Vorsitzender des FDP-Kreisverbandes Recklinghausen und von 1982 bis 2013 Vorsitzender des FDP-Stadtverbandes Waltrop. Des Weiteren war er ab 1990 Vorstandsmitglied des FDP-Bezirksverbandes Ruhr.
Jordan ist seit 1999 Mitglied des Rates der Stadt Waltrop, dem er bereits von 1989 bis 1994 angehört hatte. Bis 2014 war er Vorsitzender der FDP-Ratsfraktion.
Am 8. Juni 1994 rückte er über die Reserveliste der FDP für den verstorbenen Abgeordneten Klaus Beckmann in den Deutschen Bundestag nach, dem er bis zum Ablauf der zwölften Legislaturperiode im Oktober 1994 angehörte.
Bei der Landtagswahl 2000 zog er über die Landesliste seiner Partei als Abgeordneter in den Landtag von Nordrhein-Westfalen ein, dem er vom 2. Juni 2000 bis zum 2. Juni 2005 angehörte. Im Landtag war er Mitglied des Ausschusses für Wirtschaft, Mittelstand und Technologie.